# Abraxaphantes perampla
Abraxaphantes perampla är en fjärilsart som beskrevs av Swinhoe 1890. Abraxaphantes perampla ingår i släktet Abraxaphantes och familjen mätare. Inga underarter finns listade i Catalogue of Life.